# كريستين لودز
كريستين ماري هيلين لودز (1972 - 2016) كانت محامية في مجال حقوق الإنسان، عملت لتحقيق التغيير الاجتماعي بهدف العدالة والمساواة، وكانت ناشطة قوية في مجال حقوق الإنسان. كرست جزءًا كبيرًا من حياتها الأكاديمية والمهنية من أجل المساواة بين الجنسين والدعوة إلى حقوق المرأة، وكُرّمت لعملها لإنهاء تشويه الأعضاء التناسلية للإناث (ختان الإناث)، وكانت رئيسة حملة منظمة العفو الدولية الخاصة بإنهاء تشويه الأعضاء التناسلية الأنثوية. خلال حياتها المهنية، عملت الدكتورة ماري مع الرابطة-الأوروبية (لمثليي الجنس الإناث والذكور، والمتحولين جنسيًا، وثنائيي الجنس) والمعهد الأوروبي للمساواة بين الجنسين، ولجنة حقوق الإنسان في أيرلندا الشمالية.

## التعليم
حصلت على الدكتوراه في حقوق المرأة والسياسة من جامعة كوين، بلفاست عام (2003)، بعد حصولها على درجة ماجستير في حقوق الإنسان من جامعة نوتنغهام وشهادة ماجستير في العلوم السياسية والقانون من الجامعة روبرت شومان.

## الحياة المهنية
بدأت ماري عملها في تدريس القانون الأوروبي والقانون المدني الفرنسي في جامعة كوين، بلفاست، وانضمت لاحقًا إلى لجنة حقوق الإنسان في أيرلندا الشمالية كموظفة تحقيق.
بين عامي 2004 و2008، شغلت منصب المديرة السياسية في المنطقة الأوروبية للمؤسسة الدولية للمثليين والمثليات وثنائيي الجنس والمتحولين جنسيًا. ناضلت من أجل حقوق الناس المثليين في المجلس الأوروبي ومنظمة الأمن والتعاون في أوروبا والاتحاد الأوروبي والأمم المتحدة.
في يناير عام 2009، انضمت إلى مكتب المؤسسات الأوروبية في منظمة العفو الدولية في بروكسل كمديرة لحملة القضاء على تشويه الأعضاء التناسلية الأنثوية، وقامت بحملة لإنهاء تشويه الأعضاء التناسلية للأنثى بالاشتراك مع 15 منظمة وطنية، وعملت كمستشارة لدراسة عن تشويه الأعضاء التناسلية للأنثى للمعهد الأوروبي للمساواة بين الجنسين، ومُنحت جائزة المدافع عن نوع الجنس لمنظمة العفو الدولية في ديسمبر 2014.
انضمت إلى المعهد الأوروبي للمساواة بين الجنسين في عام 2015 كضابط كبير في العنف القائم على نوع الجنس حتى وفاتها في 28 ديسمبر 2016.